# Hertfordshire
Hertfordshire [ˈhɑːtfədʃə] (in der Regel als „Herts“ abgekürzt) ist eine Grafschaft in England, nördlich von London gelegen. Sie gehört zur Verwaltungsregion East of England. In Hertfordshire leben etwa 1,2 Millionen Menschen.

## Geographie und Geschichte
Hertfordshire grenzt an die Londoner Stadtbezirke Hillingdon, Harrow, Barnet und Enfield. Östlich von Hertfordshire liegt Essex, im Westen liegt Buckinghamshire und im Norden liegen Bedfordshire, Luton und Cambridgeshire. Der Großteil der Grafschaft wird von Pendlern nach London bewohnt. 1965 verlor Hertfordshire die Ortschaft Barnet an Greater London und erhielt stattdessen Potters Bar und South Mimms von Middlesex. Die Grafschaft hat den relativ höchsten Prozentsatz jüdischer Einwohner im Vereinigten Königreich.
Der höchste Punkt liegt bei etwa 270 Metern über dem Meeresspiegel in der Nähe des Dorfes Hastoe.
Hertfordshire selbst war in früheren Zeiten lediglich das Gebiet, das die Festung von Hertford umgab. Sie wurde unter der Herrschaft Eduard des Älteren 913 errichtet. Der Name Hertfordshire erscheint urkundlich zum ersten Mal in der angelsächsischen Chronik von 1011.
Der Leitspruch der Grafschaft ist Trust and Fear Not (Vertraue und fürchte dich nicht).
In Hertfordshire beginnt der New River, ein Kanal, der 1613 geschaffen wurde, um London mit frischem Trinkwasser zu versorgen.
Am 11. Dezember 2005 brach in einem nahe Hemel Hempstead gelegenen Öllager nach Explosionen ein Feuer aus; der Tanklagerbrand Buncefield gilt als einer der größten in Europa in Friedenszeiten.

## Bedeutende Städte und Ortschaften
- Abbots Langley, Albury, Aldbury, Apsley, Ardeley, Ashwell, Ayot St. Lawrence
- Baldock, Barkway, Barley, Belsize, Benington, Berkhamsted, Bishop’s Stortford, Borehamwood, Bourne End, Bovingdon, Braughing, Bricket Wood, Brookmans Park, Broxbourne, Buntingford, Bushey
- Cheshunt, Chipperfield, Codicote, Croxley Green
- Dane End, Dudswell
- Elstree, Essenden
- Flamstead, Furneux Balham
- Great Hormead
- Harpenden, Hatfield, Hemel Hempstead, Hertford, Hertford Heath, Hertingfordbury, Hexton, Hitchin, Hoddesdon, Holwell, Hunsdon, Hunton Bridge
- Ickleford
- Kings Langley, Knebworth
- Langley, Letchmore Heath, Letchworth Garden City, Lilley, Little Berkhemstead, Little Hadham, Long Marston
- Maple Cross, Markyate, Mill End, Much Hadham
- New Mill
- Oxhey
- Pirton, Potters Bar, Preston, Puckeridge
- Radlett, Redbourn, Rickmansworth, Royston
- Sandridge, Sawbridgeworth, Shenley, South Mimms, St Albans, Stanstead Abbots, Stevenage
- Tewin, Therfield, Tring
- Wallington, Waltham Cross, Ware, Watford, Watton-at-Stone, Welwyn, Welwyn Garden City, West Hyde, Weston, Wheathampstead, Whitwell, Widford

## Sehenswürdigkeiten
- Ashridge Park, Teil des National Trust
- Benington Castle
- Braughing Bourne
- Braughing Warren Bourne
- Cathedral Church of St. Albans
- Dane End Tributary
- Great Hormead Brook
- Hatfield House, Herrenhaus aus dem 17. Jahrhundert in Hatfield
- Henry Moore Sculpture Perry Green, Skulpturenpark
- Hexenhütte, ehemaliger Treffpunkt des ersten Wicca-Coven in England
- Hitchin Lavender, Lavendelfeld nahe Hitchin
- Knebworth House
- Puckeridge Tributary
- River Quin
- River Ver
- Six Hills, römische Ruinenanlage in Stevenage
- University of Hertfordshire wurde aus dem Polytechnikum von Hatfield gegründet
- Warner Bros. Studios Leavesden
- Wilder Peter von Hameln Grabstelle des Wilden Peters („Peter the Wild Boy“)